# Why We Fail
《Why We Fail》은 이승열의 세 번째 정규 솔로음반이다. 수록곡 중 〈그들의 Blues〉와 〈라디라〉가 각각 먼저 디지털 싱글로 발매되었다.
2012년 2월, 이승열은 이 앨범으로 제9회 한국대중음악상 시상식에서 '최우수 모던록 음반상'과 수록곡 〈돌아오지 않아〉로 '최우수 모던록 노래상'을 수상했다.

## 수록곡
전체 작사·작곡: 이승열
| #            | 제목                                   | 재생 시간 |
| ------------ | -------------------------------------- | --------- |
| 1.           | 〈Why We Fail〉                        | 4:51      |
| 2.           | 〈라디라〉                             | 4:31      |
| 3.           | 〈돌아오지 않아〉 (위로)               | 3:54      |
| 4.           | 〈솔직히〉                             | 4:24      |
| 5.           | 〈돈〉 (널 두고 사람들은 뭐라고 하지?) | 3:58      |
| 6.           | 〈너의 이름〉                          | 4:10      |
| 7.           | 〈또 다시〉                            | 4:01      |
| 8.           | 〈나 가네〉                            | 5:36      |
| 9.           | 〈Lola〉 (Our Lady of Sorrows)         | 5:06      |
| 10.          | 〈기다림의 끝〉                        | 7:01      |
| 11.          | 〈D. 머신〉                            | 5:40      |
| 12.          | 〈그들의 Blues〉 (featuring 한대수)    | 4:33      |
| 14.          | 〈보너스 트랙〉                        |           |
| 총 재생 시간 | 총 재생 시간                           | 57:45     |

## 참여
이 목록은 해당 앨범의 부클릿 〈Credits〉목록에서 발췌하였다.
- 이승열 -  프로듀서, 보컬, 전기 기타, 건반 악기 등 각종 악기, 손 글씨, 그림

| 세션 - 이경남 - 베이스 기타(1, 3, 4~6, 8~10) - 신동훈 - 드럼(2, 3~6, 8~10, 12) - 윤상익 - 전기 기타(8, 10) - 전영호 - 건반 악기(8, 10) - 신현필 - 클라리넷(3) - 이우준 - 클라리넷 편곡(3) 현악 편곡(8) - 신현필 - 색소폰(2, 9) - 최은선 - 바이올린(8) - 최정아 - 첼로(8) - CIEL, 나무, 권순일 - 코러스(3) | 스탭 - 심진보(FLUXUS 스튜디오) - 믹싱, 녹음 - 김현진, 이대은, 최남진 - 녹음 - 전훈(SONIC KOREA) - 마스터링 - 손재익 - 아트 디렉터 - 김욱 - 사진, 디자인, 아트 디렉터 - 이종규, 서민지 - 레이아웃 디자인 - 신원규, 윤지혜 - A&R - 김진석, 김숙경, 배성민, 서경화, 한정훈 - 구상, 마케팅 - 강인석, 김경훈, 박명철 - 매니지먼트 - 배성민(FLUXUS JAPAN INC.) - 해외 매니지먼트 - 김민섭, 임영아, 조영은 - FUXUS INC 스탭 - 김병찬 - 이그제큐티브 프로듀서 |